# Silencing the Singing
Silencing the Singing er en ep af det norske avantgarde-band Ulver.

## Spor
1. "Darling Didn't We Kill You?" – 8:52
2. "Speak Dead Speaker" – 9:33
3. "Not Saved" – 10:29

| Musik | Spire Denne musikartikel er en spire som bør udbygges. Du er velkommen til at hjælpe Wikipedia ved at udvide den. |